# Jan Tore Amundsen
Jan Tore Thorsø Amundsen (Kongsvinger, 12 aprile 1983) è un ex calciatore norvegese, di ruolo centrocampista.

## Carriera

### Club
Amundsen ha iniziato la carriera professionistica con la maglia dell'Odd Grenland, squadra per cui ha debuttato nell'Eliteserien il 28 luglio 2002: ha sostituito infatti Bent Inge Johnsen nel successo per 2-0 sul Moss. Il 29 luglio 2006 ha segnato il primo gol nella massima divisione norvegese, nel successo per 3-2 sul Vålerenga.
Al termine del campionato 2007, Aftenbladet lo ha nominato come il terzo peggior calciatore della massima divisione locale, alle spalle dei compagni Fernando de Ornelas e Zbyněk Pospěch. L'Odd Grenland, proprio alla fine di quella stagione, è retrocesso in 1. divisjon.
Il 19 febbraio 2009, è stato reso noto il suo passaggio al Notodden, squadra militante in 1. divisjon. Ha esordito il 5 aprile, nella sconfitta casalinga per 0-3 contro lo Skeid. Il 21 maggio ha realizzato l'unica rete con questa maglia, nel successo per 2-1 sullo Stavanger.
Il 16 dicembre 2009, ha firmato un contratto con il Tønsberg. L'anno successivo, ha fatto ritorno al Notodden, nel frattempo scivolato in 2. divisjon. Ha contribuito alla promozione in 1. divisjon, arrivata al termine del campionato. È rimasto in squadra per due stagioni.
L'8 febbraio 2013 è stato ingaggiato dallo Strømmen, in 1. divisjon. Ha esordito in squadra il 7 aprile, impiegato da titolare nel pareggio per 0-0 contro il Sandefjord. Il 16 dicembre successivo, ha annunciato il ritiro dall'attività agonistica.
Dopo un anno di inattività, è tornato sui suoi passi e in data 19 gennaio 2015 ha firmato un contratto annuale con l'Ullensaker/Kisa. Ha contribuito alla promozione della squadra, che fatto così ritorno in 1. divisjon. Il 30 novembre 2015 ha rinnovato il contratto che lo legava al club per un'ulteriore stagione. Il 22 novembre 2016 ha prolungato ulteriormente l'accordo con la squadra, per un'altra stagione.
Il 17 novembre 2017 ha firmato un ulteriore contratto con l'Ullensaker/Kisa, valido per un anno.

### Nazionale
Amundsen ha giocato 2 partite per la Norvegia under 21. Ha debuttato il 20 aprile 2005, subentrando a Tom Høgli nella vittoria per 0-1  contro la Slovacchia. Al suo secondo match, è andato in rete contro la Bielorussia.

## Statistiche

### Presenze e reti nei club
Statistiche aggiornate al 25 luglio 2022.
| Stagione               | Club                   | Campionato             | Campionato | Campionato | Coppe nazionali | Coppe nazionali | Coppe nazionali | Coppe continentali | Coppe continentali | Coppe continentali | Supercoppe | Supercoppe | Supercoppe | Totale | Totale |
| Stagione               | Club                   | Comp                   | Pres       | Reti       | Comp            | Pres            | Reti            | Comp               | Pres               | Reti               | Comp       | Pres       | Reti       | Pres   | Reti   |
| ---------------------- | ---------------------- | ---------------------- | ---------- | ---------- | --------------- | --------------- | --------------- | ------------------ | ------------------ | ------------------ | ---------- | ---------- | ---------- | ------ | ------ |
| 2002                   | Odd Grenland           | ES                     | 4          | 0          | CN              | 1               | 0               | -                  | -                  | -                  | -          | -          | -          | 5      | 0      |
| 2003                   | Odd Grenland           | ES                     | 3          | 0          | CN              | 0               | 0               | -                  | -                  | -                  | -          | -          | -          | 3      | 0      |
| 2004                   | Odd Grenland           | ES                     | 4          | 0          | CN              | 0               | 0               | CU                 | 0                  | 0                  | -          | -          | -          | 4      | 0      |
| 2005                   | Odd Grenland           | ES                     | 24         | 0          | CN              | 5               | 0               | -                  | -                  | -                  | -          | -          | -          | 29     | 0      |
| 2006                   | Odd Grenland           | ES                     | 24+2       | 1+0        | CN              | 0               | 0               | -                  | -                  | -                  | -          | -          | -          | 26     | 1      |
| 2007                   | Odd Grenland           | ES                     | 19         | 0          | CN              | 6               | 0               | -                  | -                  | -                  | -          | -          | -          | 25     | 0      |
| 2008                   | Odd Grenland           | 1D                     | 12         | 0          | CN              | 1               | 0               | -                  | -                  | -                  | -          | -          | -          | 13     | 0      |
| Totale Odd Grenland    | Totale Odd Grenland    | Totale Odd Grenland    | 90+2       | 1+0        |                 | 13              | 0               |                    | 0                  | 0                  |            | -          | -          | 105    | 1      |
| 2009                   | Notodden               | 1D                     | 16         | 1          | CN              | ?               | ?               | -                  | -                  | -                  | -          | -          | -          | 16+    | 1+     |
| 2010                   | Tønsberg               | 2D                     | ?          | ?          | CN              | ?               | ?               | -                  | -                  | -                  | -          | -          | -          | ?      | ?      |
| 2011                   | Notodden               | 2D                     | ?          | ?          | CN              | ?               | ?               | -                  | -                  | -                  | -          | -          | -          | ?      | ?      |
| 2012                   | Notodden               | 1D                     | 24         | 1          | CN              | 3               | 0               | -                  | -                  | -                  | -          | -          | -          | 27     | 1      |
| Totale Notodden        | Totale Notodden        | Totale Notodden        | 40+        | 2+         |                 | 3+              | 0+              |                    | -                  | -                  |            | -          | -          | 43+    | 2+     |
| 2013                   | Strømmen               | 1D                     | 22         | 0          | CN              | 2               | 0               | -                  | -                  | -                  | -          | -          | -          | 24     | 0      |
| 2015                   | Ullensaker/Kisa        | 2D                     | 20         | 0          | CN              | 1               | 0               | -                  | -                  | -                  | -          | -          | -          | 21     | 0      |
| 2016                   | Ullensaker/Kisa        | 1D                     | 28         | 1          | CN              | 1               | 0               | -                  | -                  | -                  | -          | -          | -          | 29     | 1      |
| 2017                   | Ullensaker/Kisa        | 1D                     | 20+1       | 0          | CN              | 2               | 0               | -                  | -                  | -                  | -          | -          | -          | 23     | 0      |
| 2018                   | Ullensaker/Kisa        | 1D                     | 8          | 0          | CN              | 1               | 0               | -                  | -                  | -                  | -          | -          | -          | 9      | 0      |
| Totale Ullensaker/Kisa | Totale Ullensaker/Kisa | Totale Ullensaker/Kisa | 76+1       | 1+0        |                 | 5               | 0               |                    | -                  | -                  |            | -          | -          | 82     | 1      |
| Totale                 | Totale                 | Totale                 | 244+3+     | 3+0+       |                 | 23+             | 0+              |                    | 0                  | 0                  |            | -          | -          | 270+   | 3+     |